# John Howard Northrop
John Howard Northrop (ur. 5 lipca 1891 w Yonkers, Nowy Jork, zm. 27 maja 1987 w Wickenberg, Arizona) – amerykański biochemik w Instytucie Medycznym Rockefellera w Princeton. Prowadził prace badawcze nad fermentami, mechanizmem trawienia białek za pomocą pepsyny. Wydzielił antytoksyny dyfterytu (1941) jako pierwszego antyciała otrzymanego w stanie krystalicznym. Otrzymał Nagrodę Nobla w zakresie chemii w roku 1946 wraz z Stanleyem i Sumnerem.